# Lista de utilitaristas
Esta é uma lista incompleta de defensores do utilitarismo e/ou consequencialismo.

## Mortos

### Antigos
- Epicuro[1]
- Lucrécio
- Mozi[2]

### Século XVII
- Richard Cumberland[3]:104–106
- John Gay[3] :179–181
- Bernard Mandeville[4]

### Século XVIII
<div class="div-col columns column-count column-count-
- John Brown[3] :502
- Cesare Beccaria[5]
- Jeremy Bentham[6]
- Thomas Cooper[3] :100–103
- Soame Jenyns[7]
- William Johnson Fox[3] :172–173
- Anthony Hammond[3] :198
- Claude Adrien Helvétius[8]
- Baron d'Holbach[9]
- Francis Hutcheson[10]
- Edmund Law[11]
- James Mill[12]
- John Neal[3] :367–369
- William Paley[13]
- Joseph Priestley[14]
- Jean Baptiste Say[3] :497–499
- Thomas Rutherforth[11]
- Thomas Southwood Smith[3] :525–527
- Thomas Perronet Thompson[3] :545–547
- William Thompson[3] :547–548
- Abraham Tucker[11]" style="-moz-column-count:
- John Brown[3] :502
- Cesare Beccaria[15]
- Jeremy Bentham[16]
- Thomas Cooper[3] :100–103
- Soame Jenyns[17]
- William Johnson Fox[3] :172–173
- Anthony Hammond[3] :198
- Claude Adrien Helvétius[18]
- Baron d'Holbach[19]
- Francis Hutcheson[20]
- Edmund Law[11]
- James Mill[21]
- John Neal[3] :367–369
- William Paley[22]
- Joseph Priestley[23]
- Jean Baptiste Say[3] :497–499
- Thomas Rutherforth[11]
- Thomas Southwood Smith[3] :525–527
- Thomas Perronet Thompson[3] :545–547
- William Thompson[3] :547–548
- Abraham Tucker[11]

-webkit-column-count
- John Brown[3] :502
- Cesare Beccaria[24]
- Jeremy Bentham[25]
- Thomas Cooper[3] :100–103
- Soame Jenyns[26]
- William Johnson Fox[3] :172–173
- Anthony Hammond[3] :198
- Claude Adrien Helvétius[27]
- Baron d'Holbach[28]
- Francis Hutcheson[29]
- Edmund Law[11]
- James Mill[30]
- John Neal[3] :367–369
- William Paley[31]
- Joseph Priestley[32]
- Jean Baptiste Say[3] :497–499
- Thomas Rutherforth[11]
- Thomas Southwood Smith[3] :525–527
- Thomas Perronet Thompson[3] :545–547
- William Thompson[3] :547–548
- Abraham Tucker[11]

column-count
- John Brown[3] :502
- Cesare Beccaria[33]
- Jeremy Bentham[34]
- Thomas Cooper[3] :100–103
- Soame Jenyns[35]
- William Johnson Fox[3] :172–173
- Anthony Hammond[3] :198
- Claude Adrien Helvétius[36]
- Baron d'Holbach[37]
- Francis Hutcheson[38]
- Edmund Law[11]
- James Mill[39]
- John Neal[3] :367–369
- William Paley[40]
- Joseph Priestley[41]
- Jean Baptiste Say[3] :497–499
- Thomas Rutherforth[11]
- Thomas Southwood Smith[3] :525–527
- Thomas Perronet Thompson[3] :545–547
- William Thompson[3] :547–548
- Abraham Tucker[11]

">
- John Brown[3] :502
- Cesare Beccaria[42]
- Jeremy Bentham[43]
- Thomas Cooper[3] :100–103
- Soame Jenyns[44]
- William Johnson Fox[3] :172–173
- Anthony Hammond[3] :198
- Claude Adrien Helvétius[45]
- Baron d'Holbach[46]
- Francis Hutcheson[47]
- Edmund Law[11]
- James Mill[48]
- John Neal[3] :367–369
- William Paley[49]
- Joseph Priestley[50]
- Jean Baptiste Say[3] :497–499
- Thomas Rutherforth[11]
- Thomas Southwood Smith[3] :525–527
- Thomas Perronet Thompson[3] :545–547
- William Thompson[3] :547–548
- Abraham Tucker[11]

### Século XIX
<div class="div-col columns column-count column-count-
- John Austin[51]
- Samuel Bailey[52]
- Alexander Bain
- George Bentham[3] :44–46
- Peregrine Bingham, o Jovem[3] :57
- Bernard Bolzano[53]
- Edwin Chadwick[3] :75–77
- John Collier[54]
- Charles Darwin[55]
- Francis Ysidro Edgeworth[56]
- Henry Fawcett[3] :161–163
- Thomas Fowler[3] :172
- William Godwin[57]
- George Grote[3] :188–192
- Richard Hildreth[3] :234–240
- William Stanley Jevons[3] :287–289
- Edward Livingston[3] :313–315
- James MacKaye[58]
- Alfred Marshall[3] :327–330
- Harriet Taylor Mill
- John Stuart Mill[59]
- G. E. Moore[3] :356–359
- J. Howard Moore[60]
- John L. O'Sullivan[3] :384–385
- Hastings Rashdall[3] :463–465
- David Ricardo
- David George Ritchie[3] :483–484
- Lionel Robbins[3] :484–486
- Henry Sidgwick[3] :531–534
- James Fitzjames Stephen
- Leslie Stephen[3] :535–538
- William Thompson" style="-moz-column-count:
- John Austin[61]
- Samuel Bailey[62]
- Alexander Bain
- George Bentham[3] :44–46
- Peregrine Bingham, o Jovem[3] :57
- Bernard Bolzano[63]
- Edwin Chadwick[3] :75–77
- John Collier[64]
- Charles Darwin[65]
- Francis Ysidro Edgeworth[66]
- Henry Fawcett[3] :161–163
- Thomas Fowler[3] :172
- William Godwin[67]
- George Grote[3] :188–192
- Richard Hildreth[3] :234–240
- William Stanley Jevons[3] :287–289
- Edward Livingston[3] :313–315
- James MacKaye[68]
- Alfred Marshall[3] :327–330
- Harriet Taylor Mill
- John Stuart Mill[69]
- G. E. Moore[3] :356–359
- J. Howard Moore[70]
- John L. O'Sullivan[3] :384–385
- Hastings Rashdall[3] :463–465
- David Ricardo
- David George Ritchie[3] :483–484
- Lionel Robbins[3] :484–486
- Henry Sidgwick[3] :531–534
- James Fitzjames Stephen
- Leslie Stephen[3] :535–538
- William Thompson

-webkit-column-count
- John Austin[71]
- Samuel Bailey[72]
- Alexander Bain
- George Bentham[3] :44–46
- Peregrine Bingham, o Jovem[3] :57
- Bernard Bolzano[73]
- Edwin Chadwick[3] :75–77
- John Collier[74]
- Charles Darwin[75]
- Francis Ysidro Edgeworth[76]
- Henry Fawcett[3] :161–163
- Thomas Fowler[3] :172
- William Godwin[77]
- George Grote[3] :188–192
- Richard Hildreth[3] :234–240
- William Stanley Jevons[3] :287–289
- Edward Livingston[3] :313–315
- James MacKaye[78]
- Alfred Marshall[3] :327–330
- Harriet Taylor Mill
- John Stuart Mill[79]
- G. E. Moore[3] :356–359
- J. Howard Moore[80]
- John L. O'Sullivan[3] :384–385
- Hastings Rashdall[3] :463–465
- David Ricardo
- David George Ritchie[3] :483–484
- Lionel Robbins[3] :484–486
- Henry Sidgwick[3] :531–534
- James Fitzjames Stephen
- Leslie Stephen[3] :535–538
- William Thompson

column-count
- John Austin[81]
- Samuel Bailey[82]
- Alexander Bain
- George Bentham[3] :44–46
- Peregrine Bingham, o Jovem[3] :57
- Bernard Bolzano[83]
- Edwin Chadwick[3] :75–77
- John Collier[84]
- Charles Darwin[85]
- Francis Ysidro Edgeworth[86]
- Henry Fawcett[3] :161–163
- Thomas Fowler[3] :172
- William Godwin[87]
- George Grote[3] :188–192
- Richard Hildreth[3] :234–240
- William Stanley Jevons[3] :287–289
- Edward Livingston[3] :313–315
- James MacKaye[88]
- Alfred Marshall[3] :327–330
- Harriet Taylor Mill
- John Stuart Mill[89]
- G. E. Moore[3] :356–359
- J. Howard Moore[90]
- John L. O'Sullivan[3] :384–385
- Hastings Rashdall[3] :463–465
- David Ricardo
- David George Ritchie[3] :483–484
- Lionel Robbins[3] :484–486
- Henry Sidgwick[3] :531–534
- James Fitzjames Stephen
- Leslie Stephen[3] :535–538
- William Thompson

">
- John Austin[91]
- Samuel Bailey[92]
- Alexander Bain
- George Bentham[3] :44–46
- Peregrine Bingham, o Jovem[3] :57
- Bernard Bolzano[93]
- Edwin Chadwick[3] :75–77
- John Collier[94]
- Charles Darwin[95]
- Francis Ysidro Edgeworth[96]
- Henry Fawcett[3] :161–163
- Thomas Fowler[3] :172
- William Godwin[97]
- George Grote[3] :188–192
- Richard Hildreth[3] :234–240
- William Stanley Jevons[3] :287–289
- Edward Livingston[3] :313–315
- James MacKaye[98]
- Alfred Marshall[3] :327–330
- Harriet Taylor Mill
- John Stuart Mill[99]
- G. E. Moore[3] :356–359
- J. Howard Moore[100]
- John L. O'Sullivan[3] :384–385
- Hastings Rashdall[3] :463–465
- David Ricardo
- David George Ritchie[3] :483–484
- Lionel Robbins[3] :484–486
- Henry Sidgwick[3] :531–534
- James Fitzjames Stephen
- Leslie Stephen[3] :535–538
- William Thompson

### Século XX
<div class="div-col columns column-count column-count-
- Richard Brandt[101]
- Milton Friedman
- Esperanza Guisán[102]
- R. M. Hare[103]
- H. L. A. Hart[3] :216–221
- Roy Harrod[3] :212–213
- John Harsanyi[104]
- Henry Hazlitt[105]
- Ludwig von Mises
- Arthur Cecil Pigou[3] :414–416
- Karl Popper
- James Rachels
- Bertrand Russell[106]
- Ching-Lai Sheng[3] :553–554
- J. J. C. Smart[107]
- Timothy Sprigge[108]" style="-moz-column-count:
- Richard Brandt[109]
- Milton Friedman
- Esperanza Guisán[110]
- R. M. Hare[111]
- H. L. A. Hart[3] :216–221
- Roy Harrod[3] :212–213
- John Harsanyi[112]
- Henry Hazlitt[113]
- Ludwig von Mises
- Arthur Cecil Pigou[3] :414–416
- Karl Popper
- James Rachels
- Bertrand Russell[114]
- Ching-Lai Sheng[3] :553–554
- J. J. C. Smart[115]
- Timothy Sprigge[116]

-webkit-column-count
- Richard Brandt[117]
- Milton Friedman
- Esperanza Guisán[118]
- R. M. Hare[119]
- H. L. A. Hart[3] :216–221
- Roy Harrod[3] :212–213
- John Harsanyi[120]
- Henry Hazlitt[121]
- Ludwig von Mises
- Arthur Cecil Pigou[3] :414–416
- Karl Popper
- James Rachels
- Bertrand Russell[122]
- Ching-Lai Sheng[3] :553–554
- J. J. C. Smart[123]
- Timothy Sprigge[124]

column-count
- Richard Brandt[125]
- Milton Friedman
- Esperanza Guisán[126]
- R. M. Hare[127]
- H. L. A. Hart[3] :216–221
- Roy Harrod[3] :212–213
- John Harsanyi[128]
- Henry Hazlitt[129]
- Ludwig von Mises
- Arthur Cecil Pigou[3] :414–416
- Karl Popper
- James Rachels
- Bertrand Russell[130]
- Ching-Lai Sheng[3] :553–554
- J. J. C. Smart[131]
- Timothy Sprigge[132]

">
- Richard Brandt[133]
- Milton Friedman
- Esperanza Guisán[134]
- R. M. Hare[135]
- H. L. A. Hart[3] :216–221
- Roy Harrod[3] :212–213
- John Harsanyi[136]
- Henry Hazlitt[137]
- Ludwig von Mises
- Arthur Cecil Pigou[3] :414–416
- Karl Popper
- James Rachels
- Bertrand Russell[138]
- Ching-Lai Sheng[3] :553–554
- J. J. C. Smart[139]
- Timothy Sprigge[140]

## Vivos
- Jacob M. Appel
- Joseph Bankman[141]
- Sam Bankman-Fried[142]
- Jonathan Baron[143]
- Yves Bonnardel[144]
- Tyler Cowen[145]
- Julia Driver
- Jonathan Glover
- Dan Goldstick[146]
- Robert E. Goodin
- Joshua Greene
- Brad Hooker[147]
- Shelly Kagan[3] :300–301
- Eric Kaufmann[148]
- Lawrence Krauss[149]
- Zell Kravinsky[150]
- Helga Kuhse
- Richard Layard[151]
- Katarzyna de Lazari-Radek[152]
- Ludvig Lindström
- William MacAskill[153]
- Jason Gaverick Matheny
- Dylan Matthews[154]
- Yew-Kwang Ng[155]
- Alastair Norcross[156]
- David Olivier[157]
- Michel Onfray
- Toby Ord[153]
- David Pearce[158]
- Steven Pinker[159]
- Stuart Rachels[160]
- Jacy Reese Anthis
- Bart Schultz[161]
- Peter Singer[162]
- Scott Sumner[163]
- L. W. Sumner[164]
- Torbjörn Tännsjö[165]
- Robert Wright[166]" style="-moz-column-count:
- Jacob M. Appel
- Joseph Bankman[167]
- Sam Bankman-Fried[168]
- Jonathan Baron[169]
- Yves Bonnardel[170]
- Tyler Cowen[171]
- Julia Driver
- Jonathan Glover
- Dan Goldstick[172]
- Robert E. Goodin
- Joshua Greene
- Brad Hooker[173]
- Shelly Kagan[3] :300–301
- Eric Kaufmann[174]
- Lawrence Krauss[175]
- Zell Kravinsky[176]
- Helga Kuhse
- Richard Layard[177]
- Katarzyna de Lazari-Radek[178]
- Ludvig Lindström
- William MacAskill[153]
- Jason Gaverick Matheny
- Dylan Matthews[179]
- Yew-Kwang Ng[180]
- Alastair Norcross[181]
- David Olivier[182]
- Michel Onfray
- Toby Ord[153]
- David Pearce[183]
- Steven Pinker[184]
- Stuart Rachels[185]
- Jacy Reese Anthis
- Bart Schultz[186]
- Peter Singer[187]
- Scott Sumner[188]
- L. W. Sumner[189]
- Torbjörn Tännsjö[190]
- Robert Wright[191]

-webkit-column-count
- Jacob M. Appel
- Joseph Bankman[192]
- Sam Bankman-Fried[193]
- Jonathan Baron[194]
- Yves Bonnardel[195]
- Tyler Cowen[196]
- Julia Driver
- Jonathan Glover
- Dan Goldstick[197]
- Robert E. Goodin
- Joshua Greene
- Brad Hooker[198]
- Shelly Kagan[3] :300–301
- Eric Kaufmann[199]
- Lawrence Krauss[200]
- Zell Kravinsky[201]
- Helga Kuhse
- Richard Layard[202]
- Katarzyna de Lazari-Radek[203]
- Ludvig Lindström
- William MacAskill[153]
- Jason Gaverick Matheny
- Dylan Matthews[204]
- Yew-Kwang Ng[205]
- Alastair Norcross[206]
- David Olivier[207]
- Michel Onfray
- Toby Ord[153]
- David Pearce[208]
- Steven Pinker[209]
- Stuart Rachels[210]
- Jacy Reese Anthis
- Bart Schultz[211]
- Peter Singer[212]
- Scott Sumner[213]
- L. W. Sumner[214]
- Torbjörn Tännsjö[215]
- Robert Wright[216]

column-count
- Jacob M. Appel
- Joseph Bankman[217]
- Sam Bankman-Fried[218]
- Jonathan Baron[219]
- Yves Bonnardel[220]
- Tyler Cowen[221]
- Julia Driver
- Jonathan Glover
- Dan Goldstick[222]
- Robert E. Goodin
- Joshua Greene
- Brad Hooker[223]
- Shelly Kagan[3] :300–301
- Eric Kaufmann[224]
- Lawrence Krauss[225]
- Zell Kravinsky[226]
- Helga Kuhse
- Richard Layard[227]
- Katarzyna de Lazari-Radek[228]
- Ludvig Lindström
- William MacAskill[153]
- Jason Gaverick Matheny
- Dylan Matthews[229]
- Yew-Kwang Ng[230]
- Alastair Norcross[231]
- David Olivier[232]
- Michel Onfray
- Toby Ord[153]
- David Pearce[233]
- Steven Pinker[234]
- Stuart Rachels[235]
- Jacy Reese Anthis
- Bart Schultz[236]
- Peter Singer[237]
- Scott Sumner[238]
- L. W. Sumner[239]
- Torbjörn Tännsjö[240]
- Robert Wright[241]

">
- Jacob M. Appel
- Joseph Bankman[242]
- Sam Bankman-Fried[243]
- Jonathan Baron[244]
- Yves Bonnardel[245]
- Tyler Cowen[246]
- Julia Driver
- Jonathan Glover
- Dan Goldstick[247]
- Robert E. Goodin
- Joshua Greene
- Brad Hooker[248]
- Shelly Kagan[3] :300–301
- Eric Kaufmann[249]
- Lawrence Krauss[250]
- Zell Kravinsky[251]
- Helga Kuhse
- Richard Layard[252]
- Katarzyna de Lazari-Radek[253]
- Ludvig Lindström
- William MacAskill[153]
- Jason Gaverick Matheny
- Dylan Matthews[254]
- Yew-Kwang Ng[255]
- Alastair Norcross[256]
- David Olivier[257]
- Michel Onfray
- Toby Ord[153]
- David Pearce[258]
- Steven Pinker[259]
- Stuart Rachels[260]
- Jacy Reese Anthis
- Bart Schultz[261]
- Peter Singer[262]
- Scott Sumner[263]
- L. W. Sumner[264]
- Torbjörn Tännsjö[265]
- Robert Wright[266]